# Destrucción mutua asegurada

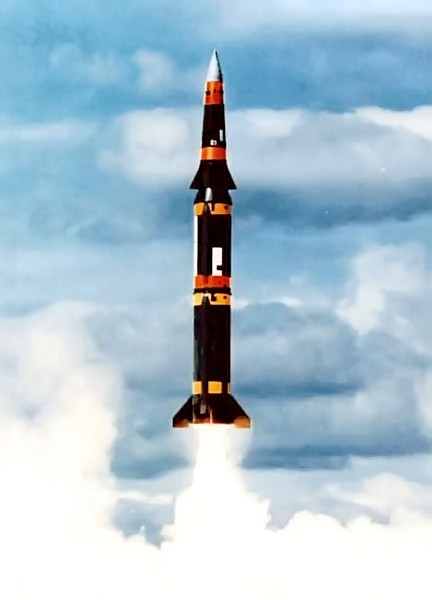
En 1983, EE. UU. desplegó los misiles Pershing, como el de la imagen, dentro de Europa. Eso provocaría el incidente de Able Archer 83, el cual es considerado el punto más cercano a una guerra nuclear total de la historia.

La destrucción mutua asegurada (DMA) o destrucción recíproca asegurada (en inglés mutually assured destruction o MAD, palabra que en inglés significa 'loco'), también conocida como «1 + 1 = 0», es la doctrina concebida por John von Neumann de una situación en la cual cualquier uso de armamento nuclear por cualquiera de dos bandos opuestos desembocaría en la destrucción completa de ambos, tanto del defensor como del atacante. Paradójicamente, durante toda la Guerra Fría la capacidad de destrucción mutua asegurada, incardinada en torno a la rivalidad entre Estados Unidos y la Unión Soviética, mantuvo una «paz helada» por la capacidad de disuasión que este potencial acarreaba. En efecto, cuando se es consciente de que el único resultado posible de un conflicto (convencional o nuclear) es la propia aniquilación —aunque nuestros enemigos resulten igualmente borrados de la faz de la tierra—, los ímpetus belicistas resultan moderados hasta el extremo de desaparecer en la práctica; dicho en otras palabras, disuade eficazmente a cualquier país que tenga armas nucleares, de iniciar hostilidades abiertas contra otra potencia o superpotencia nuclear.
Si bien los bombardeos atómicos de Hiroshima y Nagasaki crearon una «mítica de las armas nucleares» según la cual toda batalla de estas características conllevaría el fin de la civilización, ni Estados Unidos ni la Unión Soviética alcanzarían la «suma cero» hasta finales de la década de 1960, y la capacidad de destrucción mutua asegurada, hasta principios de la década siguiente. Esto quiere decir que, por ejemplo, y contrariamente a la opinión popular, si la crisis de los Misiles de 1962 se hubiera resuelto violentamente ninguno de los oponentes habría resultado aniquilado. En cambio, diversos incidentes con los sistemas de represalia instantánea de ambas superpotencias acaecidos durante los años 1980 y 1990 sí que estuvieron a punto de conducir a la humanidad a una guerra nuclear total.
Como consecuencia de los diversos acuerdos de desarme que caracterizaron el final de la Guerra Fría y la etapa posterior, la capacidad de las principales potencias cayó por debajo de la suma cero total para pasar de nuevo a una situación de suma cero simple. Aun así, las capacidades devastadoras de las nuevas armas nucleares y sus aplicaciones especiales, así como la fragilidad tecnológica de las sociedades modernas, seguían siendo capaces de mantener la disuasión de manera eficaz.

## Fundamento de la teoría
La doctrina supone que cada bando posee suficiente armamento para destruir a su oponente y que cualquiera de los bandos, de ser atacado por cualquier razón por el bando opuesto, respondería al ataque con la misma o mayor fuerza. El resultado esperado es que la batalla escale al punto donde cada bando obtenga la destrucción total y asegurada del enemigo. La doctrina supone además que el armamento nuclear de los Estados se encuentra diseminado por todo el mundo (en submarinos, aviones, etc) por lo que la idea de lanzar un primer ataque devastador sobre la totalidad del armamento atómico de un país para neutralizar un eventual contraataque igual de devastador resulta imposible.
Fue la respuesta a los postulados según los cuales un primer ataque empleando bombarderos y posteriormente submarinos nucleares podía inutilizar todas o la mayor parte de las armas nucleares enemigas. 
Asumiendo que ninguno de los bandos sería lo suficientemente irracional como para arriesgar su propia destrucción, ninguno de los bandos se atrevería a lanzar un primer ataque, bajo el temor de que el otro ataque en respuesta. La ventaja de esta doctrina es una paz estable aunque de elevada tensión.
La principal aplicación de esta doctrina ocurrió durante la Guerra Fría (años 1950 a 1990) entre los Estados Unidos y la Unión de Repúblicas Socialistas Soviéticas. Cabe destacar que las aserciones de la teoría solo son aplicables a Estados-nación, instituciones que no aceptan como escenario posible la autodestrucción, aun si esta implica la del adversario. La aplicación de las ideas de la destrucción mutua asegurada entre ejecutores diferentes en escenarios diversos (como pueden ser las acciones de soldados o grupos terroristas dispuestos a morir como mártires al atacar a sus enemigos, por ejemplo, una nación, en su acepción política) no se ha estudiado en profundidad.

## Estrategia de la «Guerra de las Galaxias»

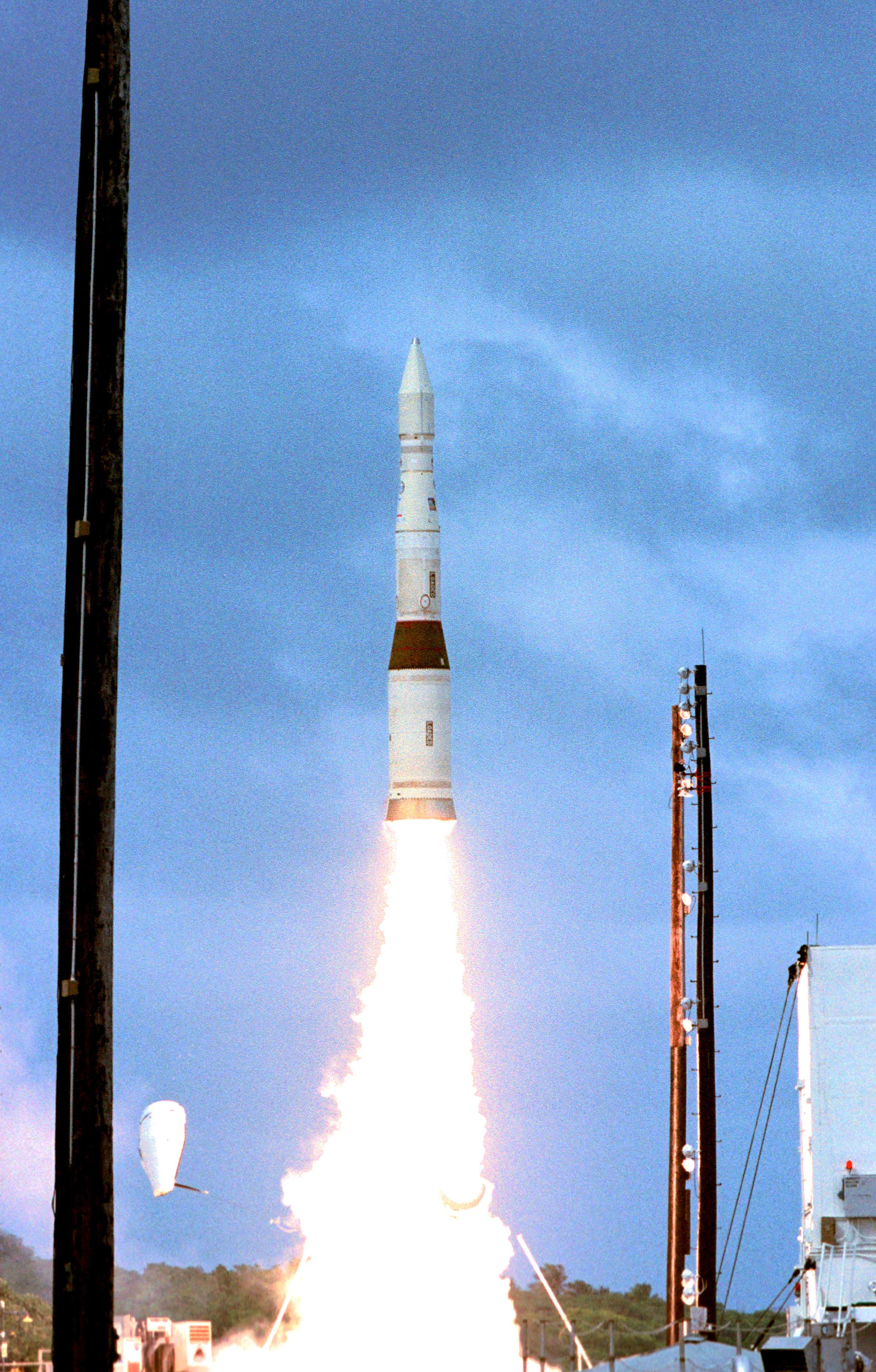
Prototipo de cohete diseñado para destruir a un misil intercontinental balístico en movimiento. Fue lanzado de la base Vandenberg en Estados Unidos en diciembre de 2001 y se engloba dentro de las técnicas llamadas «Guerra de las Galaxias».

Estados Unidos intentó, por medio de un proyecto presentado durante la presidencia de Ronald Reagan, romper con los postulados de la Teoría a partir de la idea de poner en órbita terrestre y alojar en tierra un número determinado de plataformas espaciales armadas con armamentística láser, balísticos y de red. Estos dispositivos permitirían anular el contraataque enemigo. El proyecto es conocido popularmente como «Guerra de las Galaxias».
Este pulso tecnológico y económico pretendía transformar por completo la concepción de la guerra nuclear. Hasta ese momento la estrategia consistía en aumentar más la cantidad y contundencia del ataque; de la bomba atómica a la bomba de hidrógeno (ambas transportadas por aviones) y de éstas a los misiles con ojivas nucleares, a los misiles con cabeza múltiple, etcétera. Con la entrada de la Iniciativa de defensa estratégica, el gobierno de Reagan invirtió más de 3000 millones de dólares en desarrollar las ideas preliminares, demostrándose inviables con el estado de la tecnología de su tiempo.
Sin embargo, el rearme como respuesta a la implantación de un escudo antimisiles volvió a plantearse en 2007, cuando el gobierno de Bush informó que planeaba instalar partes de este escudo en antiguos países del disuelto Pacto de Varsovia (previa notificación y aprobación de estas naciones). A lo que el presidente Putin respondió con volver a fabricar e instalar más misiles de medio alcance e intercontinentales específicamente diseñados para contrarrestar escudos antimisiles, como el RS-24.

## Sátiras y consecuencias
Una sátira de la doctrina y sus posibles consecuencias puede verse en la película de Stanley Kubrick Dr. Strangelove or: How I Learned to Stop Worrying and Love the Bomb. En esta película el embajador soviético informa al presidente estadounidense que la Unión Soviética dispone de un arma con la capacidad de destruir toda la civilización, la cual se dispararía automáticamente en cuanto la Unión Soviética recibiera el primer ataque.
Años después, científicos estadounidenses, estudiando las consecuencias de los impactos de meteoritos, descubrieron que las consecuencias de un primer ataque serían, entre otras, la producción de ingentes cantidades de cenizas (obra de los incendios que provoca una explosión nuclear) y de polvo en suspensión. Dichas cenizas y polvo taparían el Sol durante, al menos, catorce días; tiempo suficiente para reducir la temperatura de la Tierra a niveles muy inferiores a los de cualquier glaciación que acabarían con toda vida vegetal y con ella la de la mayoría de los animales. Así pues, esa «arma» presentada en la película de Kubrick sí existía, en cierto modo, asegurando la destrucción de los dos contendientes, aunque uno de los bandos no llegase a utilizar ninguna de sus armas.

## Críticas
En siglo XXI, académicos de todo el mundo han ofrecido una variedad de argumentos contra los principios que forman la base de la teoría de la destrucción mutua asegurada. Algunos estudiosos han señalado que las percepciones erróneas de las naciones involucradas en un conflicto han llevado a veces al fracaso de la doctrina. Otros críticos han señalado que los líderes nacionales de las naciones a menudo se comportan de una manera que no es consistente con la doctrina. Esto incluye promover el desarrollo continuo de armas nucleares incluso después de que se haya alcanzado la capacidad de realizar un segundo ataque nuclear.
En Estados Unidos, el filósofo Robert L. Holmes ha argumentado que cualquier sistema de pensamiento que busque prevenir la guerra basándose exclusivamente en el uso propuesto de tales armas de destrucción masiva es inherentemente irracional. Sostiene además que tal sistema es, por lo tanto, prima facie inmoral y una violación de principios deontológicos básicos. También sugiere que tales sistemas de guerra son en general moralmente incorrectos en la era moderna debido a la variedad de consecuencias catastróficas que inevitablemente resultan de su uso. Concluye que tales consecuencias pueden evitarse adoptando un principio de "pacifismo pragmático" como alternativa al principio de destrucción mutua asegurada.